# 阿尔玛·巴伦西亚
阿尔玛·哈内·巴伦西亚·埃斯科托（西班牙語：Alma Jane Valencia Escoto，1990年10月18日—），是墨西哥自由式摔跤运动员。她在2015年泛美运动会自由式摔跤55公斤级别中获得银牌。
巴伦西亚自小受到练习摔跤的两个哥哥影响，从而与他们一起练习摔跤。在她17岁时开始了正式比赛生涯。
巴伦西亚曾在2010、2011和2013年三次获得泛美摔跤锦标赛同项目铜牌，2010和2014年两次分别获得中美洲和加勒比海运动会同项目银牌和金牌。但她连续错失2012和2016年奥运会的出场资格。此后她前往美国接受训练，终于获得了2020年东京奥运会的参赛资格，她也成为墨西哥历史上首位参加该级别赛事的女运动员。
2021年世界摔跤锦标赛女子自由式57公斤级中，巴伦西亚首战即告负，被淘汰出局。
巴伦西亚获得了2022年泛美摔跤锦标赛银牌。她还参加了2024年泛美摔跤奥运预选巡回赛，但在第二轮被淘汰。
巴伦西亚的伴侣是波多黎各摔跤运动员海梅·埃斯皮纳尔，2017年他们的女儿Joy诞生。